# Mânăstirea Debre Damo
Mânăstirea Debre Damo este o mânăstire etiopiană ortodoxă aflată în nordul țării, Statul Tigray, în apropiere de orașul Axum. 

## Așezare și acces
Este plasată într-un loc greu accesibil, respectiv pe o stâncă plată, formă de relief numită amba în limba gî'îz, la o altitudine de 2216 metri. Accesul în mânăstire se face cu ajutorul unei frângii și constă în cățărarea pe un perete de piatră aproape vertical care are o înălțime de 15 metri. Biserica este înconjurată de un zid gros de circa 2 metri înălțime. 

## Istoric
Mănăstirea datează încă din secolul VI și a fost fondată de un călugăr sirian Abune Aregavi. Biserica mănăstirii este cea mai veche biserică etiopiană păstrată intactă până în zilele noastre. Până în secolul XX biserica veche a fost părăsită și la un pas de distrugere în anul 1940.
Datorită așezării sale, mănăstirea a rămas necucerită de către Ahmad ibn al-Ghazi Ibrihim în timpul invaziei musulmane. Apoi mănăstirea a devenit închisoare pentru familia regală, aici decedând împăratul Etiopiei Lebna Dengel, cunoscut și ca Dawit II.
Mănâstirea a fost un important centru teologic al Bisericii ortodoxe etiopiene, aici tipărindu-se importante manuscrise și cărți.

## Construcție și interior
Pereții bisericii sunt construiți din piatră și lemn în straturi consecutive. 
Interiorul mânăstirii este bogat împodobit cu fresce și adăpostește un important număr de manuscrise străvechi. 

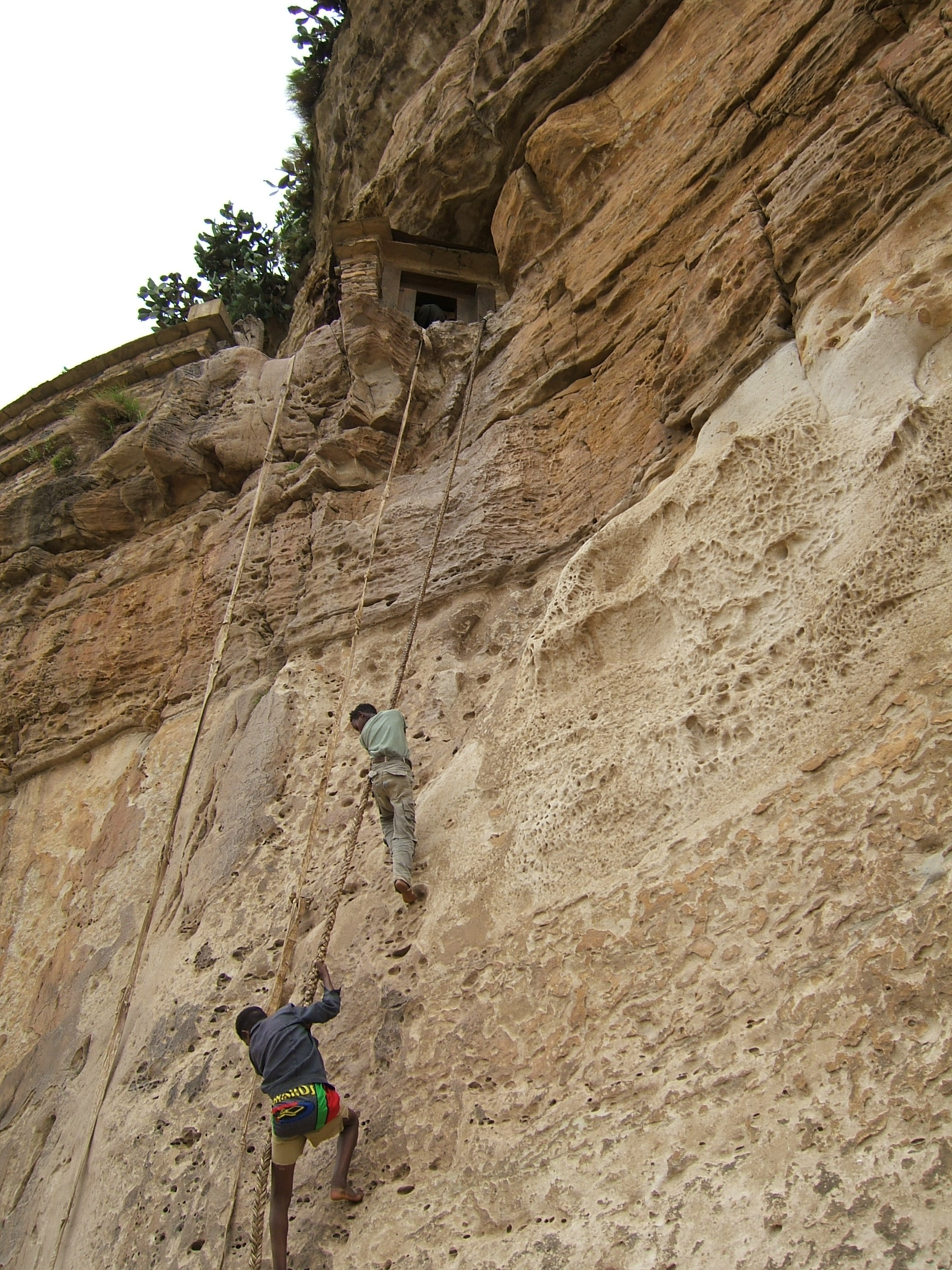
Zidul de piatră pe unde se ajunge la mănăstire

## Dependințe
În afara bisericii în alcătuirea mânăstirii Debre Damo intră și turnul clopotniței, o capelă și multe chilii în care viețuiesc în jur de 200 de călugări. Femeilor le este interzisă intrarea în mânăstire. Chiliile au în componență o cameră de studiu, una pentru odihnă și una pentru rugăciune. Chiliile au vederea spre grădină.
Pe platoul unde se află mânăstirea se cultivă grâu, orz și mei, de asemenea există o grădină. În curtea mânăstirii există săpate fântini și adăposturi pentru animelele pe care le dețin. 